# Barbula laureriana
Barbula laureriana là một loài rêu trong họ Pottiaceae. Loài này được Lorentz mô tả khoa học đầu tiên năm 1864.